# 褐菖鮋
褐菖鮋，俗稱石狗公，是輻鰭魚綱鮋形目鮋亞目平鮋科的一個種。

## 分布
本魚分布於西太平洋區，包括中國大陸、台灣、日本沿海及菲律賓等海域。

## 深度
水深0~40公尺。

## 特別特徵
本魚頭高背大尾柄細，體色多變化，從紅褐色至深褐色，紅褐色者為淺海產；黑色者為深海產。體側具有5條不規則的深色橫帶。體側及各鰭上均有白色斑點，全身被櫛鱗，有孔側線鱗片49~50枚。眶間深凹入，眶下後棘不發達，通常無棘，頭部有冠棘，鰓蓋骨及主鰓蓋骨上有硬棘，具泳鰾。背鰭硬棘12枚、軟條11~12枚；臀鰭硬棘3枚、軟條5枚；胸鰭上半部及尾鰭截形。體長可達25公分。硬棘基部具有毒腺，必須非常小心。

## 生態
本魚棲息於岩礁區，為卵胎生魚類，以魚類、甲殼類為食，通常固著一處等待獵物上門。